# Bigyó felügyelő legnagyobb dobása
A Bigyó felügyelő legnagyobb dobása (eredeti cím: Inspector Gadget's Biggest Caper Ever) 2005-ben bemutatott amerikai televíziós 3D-s számítógépes animációs film, amely a Gógyi felügyelő című rajzfilmsorozat egyik különkiadása. A tévéfilm a DIC Entertainment gyártásában készült, a Lions Gate Films Home Entertainment forgalmazásában jelent meg. Műfaját tekintve akciófilm, kalandfilm és filmvígjáték. Amerikában 2005-ben mutatták be. Magyarországon 2006-ban jelent meg DVD-n, majd 2013-ban pedig az MTVA újraszinkronizálta, ezúttal a "Gógyi felügyelő és a repülő gyík esete" címmel.

## Cselekmény
Metro City-ben egy ősi repülő gyíktojást találnak. A polgármester szeretné, ha turistalátványosság lenne belőle, viszont Doktor Fondor világuralmi törekvéseire használná fel. Amikor Doktor Fondor ellopja a tojást, Bigyó felügyelő a város és a tojás megmentésére siet – ám a tojáshéj váratlanul repedni kezd.

## Szereplők
| Szereplő                  | Eredeti hang                                                                     | Magyar hang                                      | Magyar hang                              |
| Szereplő                  | Eredeti hang                                                                     | 1. magyar változat (Budapestfilm szinkron, 2006) | 2. magyar változat (MTVA szinkron, 2013) |
| ------------------------- | -------------------------------------------------------------------------------- | ------------------------------------------------ | ---------------------------------------- |
| Bigyó felügyelő           | Maurice LaMarche                                                                 | Bácskai János                                    | Bácskai János                            |
| Bigyó felügyelő           | A bionikus rendőr, aki megpróbálja Dr. Fondor ötletei megakadályozni.            |                                                  |                                          |
| Bigyómobil                | Bernie Mac                                                                       | Rudas István                                     | Sótonyi Gábor                            |
| Bigyómobil                | Bigyó autója, aki Bigyónak segít.                                                |                                                  |                                          |
| Penny                     | Tegan Moss                                                                       | Dögei Éva                                        | Orgován Emese                            |
| Penny                     | Bigyó unokahúga, most is bácsikája mellett áll, mint mindig.                     |                                                  |                                          |
| Agytröszt                 | Lee Tockar                                                                       | Szokol Péter                                     | saját hangján                            |
| Agytröszt                 | A hűséges kutya, aki szintén segít Bigyónak és Pennynek most is.                 |                                                  |                                          |
| Quimby rendőrfőnök        | Jim Byrnes                                                                       | Juhász György                                    | Papucsek Vilmos                          |
| Quimby rendőrfőnök        |                                                                                  |                                                  |                                          |
| Dr. Fondor                | Brian Drummond                                                                   | Faragó András                                    | ifj Jászai László                        |
| Dr. Fondor                | A gonosz vaskéz, aki rossz terveket akar megalakítani.                           |                                                  |                                          |
| M.A.D.                    | Lee Tockar                                                                       | saját hangján                                    | saját hangján                            |
| M.A.D.                    | A macska, aki most is Dr. Fondor mellett áll, a rossz terveinek megalakításában. |                                                  |                                          |
| Morty Markum polgármester | Richard Newman                                                                   | Kardos Gábor                                     | Koncz István                             |
| Morty Markum polgármester |                                                                                  |                                                  |                                          |
| Óriásgyík                 | Brent Miller                                                                     | saját hangján                                    | saját hangján                            |
| Óriásgyík                 |                                                                                  |                                                  |                                          |

- További szereplők (1. magyar változatban): Elek Ferenc, Jelinek Márk, Láng Balázs, Papucsek Vilmos
- További szereplők (2. magyar változatban): Császár András, Kisfalusi Lehel, Szalay Csongor, Varga Rókus